# Sitiveni Rabuka
Sitiveni Ligamamada Rabuka ou Steve Rabuka (Cakaudrove, 13 de setembro de 1948) é um militar e político fijiano que ocupa desde 24 de dezembro de 2022 o cargo de primeiro-ministro das Fiji.
Ele foi o instigador de dois Golpes de Estado nas Fiji em 1987. Ele foi eleito democraticamente como primeiro-ministro de Fiji, servindo de 1992 a 1999 e novamente em 2022 liderando uma coalizão de três partidos. Ele também serviu como Presidente do Grande Conselho de Chefes de 1999 a 2001, e mais tarde como Presidente da Província de Cakaudrove de 2001 a 2008.

## Carreira política

### Primeiro-ministro de Fiji (1992-1999)
Após a adoção em 1990 de uma nova Constituição que garantiu a dominação étnica de Fiji no sistema político, Rabuka foi escolhido para liderar o recém-formado Soqosoqo ni Vakavulewa ni Taukei em 1991. Este partido venceu as eleições parlamentares de 1992 e Rabuka tornou-se primeiro-ministro. Seu governo foi enfraquecido desde o início, no entanto, por um desafio de liderança do ex-ministro das Finanças, Josefata Kamikamica. Em 1994, Kamikamica deixou o partido com cinco de seus apoiadores, privando Rabuka da maioria parlamentar. Uma eleição parlamentar para resolver o impasse foi realizada três anos antes; o Partido Político de Fiji conquistou a maioria, mas ficou duas cadeiras aquém da maioria absoluta na Câmara dos Representantes de 70 membros. Rabuka formou uma coalizão com o pequeno Partido dos Eleitores Gerais, um pequeno partido apoiado quase inteiramente pelos eleitores gerais, que incluíam europeus, chineses e outras minorias. Ele também concordou em negociar com líderes moderados da comunidade indo-fijiana para redigir uma nova e controversa Constituição, que removeu a maioria das disposições que haviam influenciado o sistema político em favor dos fijianos indígenas.
As eleições de 1999 foram as primeiras em muitos anos a ver uma competição real entre fijianos étnicos e indo-fijianos pelo poder. Rabuka perdeu essas eleições e foi substituído por Mahendra Chaudhry, o primeiro primeiro-ministro indo-fijiano.

### Primeiro-ministro de Fiji (2022-presente)
Rabuka formou um novo partido político em 2021, chamado People's Alliance (PA), para disputar as eleições de 2022. A Aliança do Povo se tornou o segundo maior partido após as eleições de 2022 e conseguiu derrubar Frank Bainimarama após 16 anos de governo, formando um governo de coalizão com a SODELPA e o Partido da Federação Nacional (NFP). Rabuka posteriormente se tornou o primeiro-ministro designado. Ele havia sido convocado para a delegacia após questionar os resultados e pedir uma intervenção militar, apesar dos observadores terem chamado a eleição de livre e justa. Depois que a coalizão NFP-PA formou um governo com a SODELPA, Rabuka foi empossado como primeiro-ministro em 24 de dezembro. Como parte do acordo de coalizão, três vice-primeiros-ministros assumiram o cargo, o líder do NFP Biman Prasad, o líder da SODELPA Viliame Gavoka e Manoa Kamikamica.